# زرشک هارتوگ
زرشک هارتوگ (نام علمی: Berberis hartwegii) نام یک گونه از سرده زرشک است.